# Vanzosaura rubricauda
Vanzosaura rubricauda — вид ящірок родини гімнофтальмових (Gymnophthalmidae). Мешкає в Південній Америці.

## Поширення і екологія
Vanzosaura rubricauda мешкають на південному заході Бразилії, в Болівії, Парагваї і північній Аргентині. Вони живуть в саванах Чако і Серрадо.